# Mummificazione

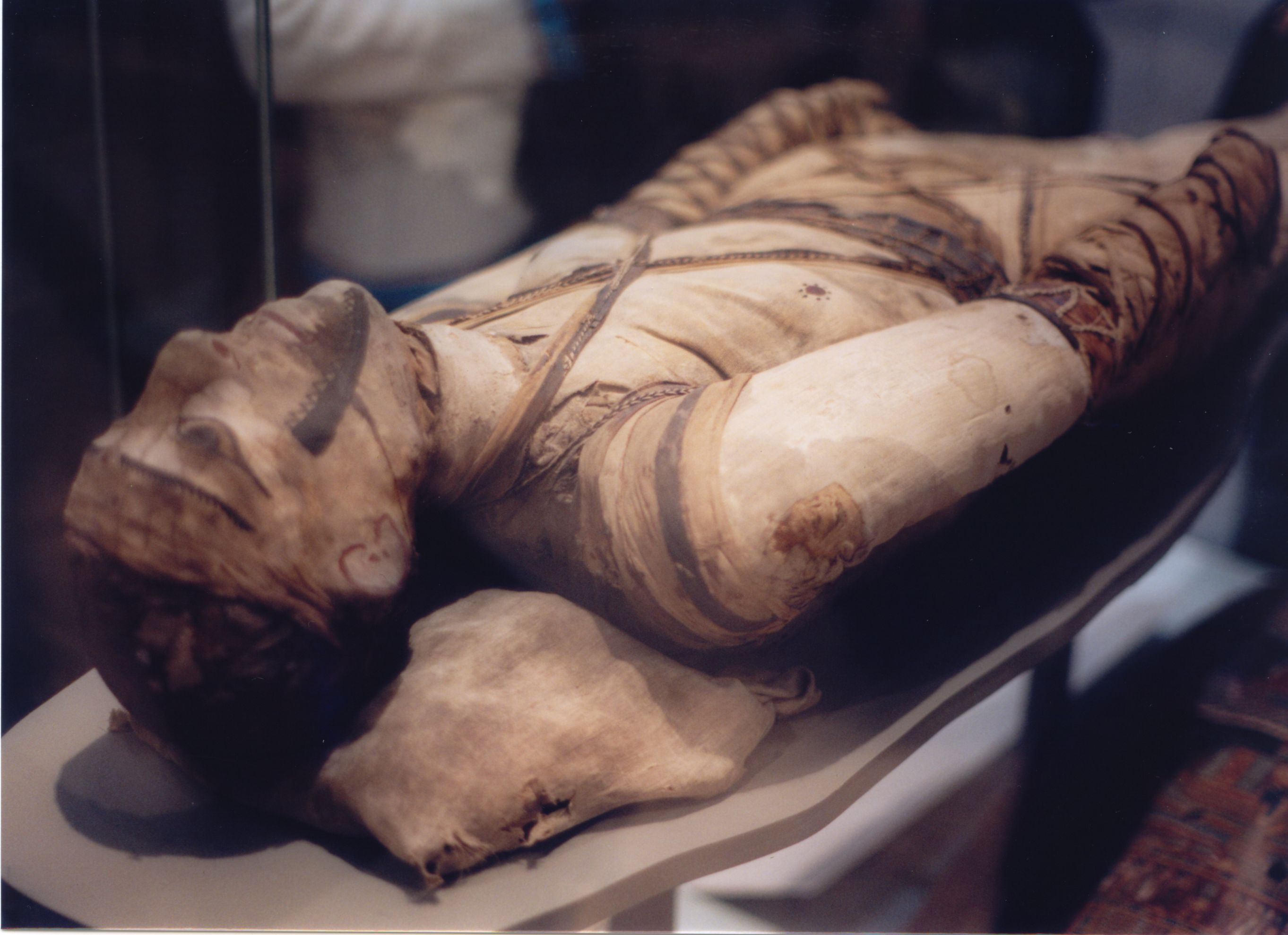
Mummia esposta al British Museum

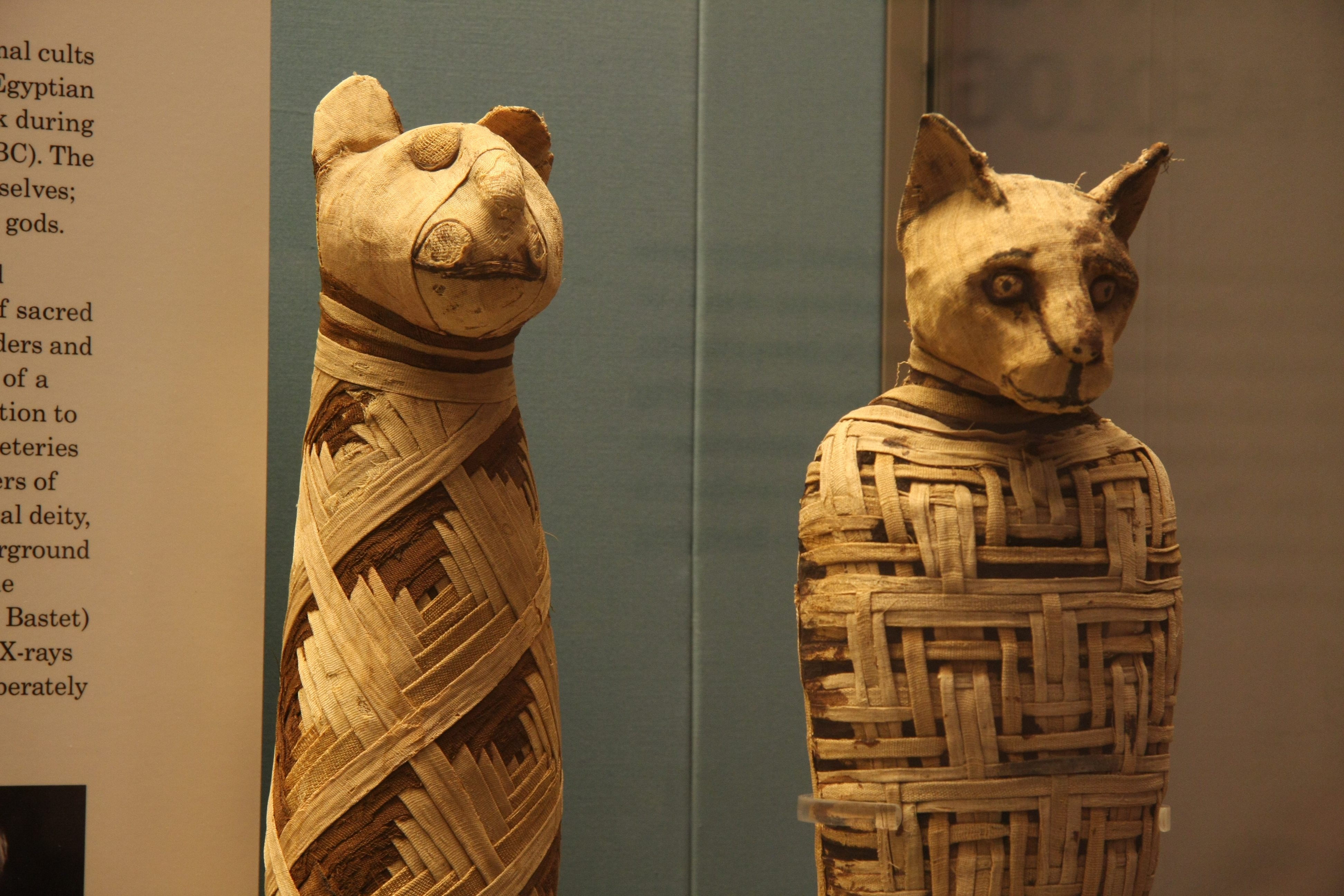
Mummie animali esposte al British Museum

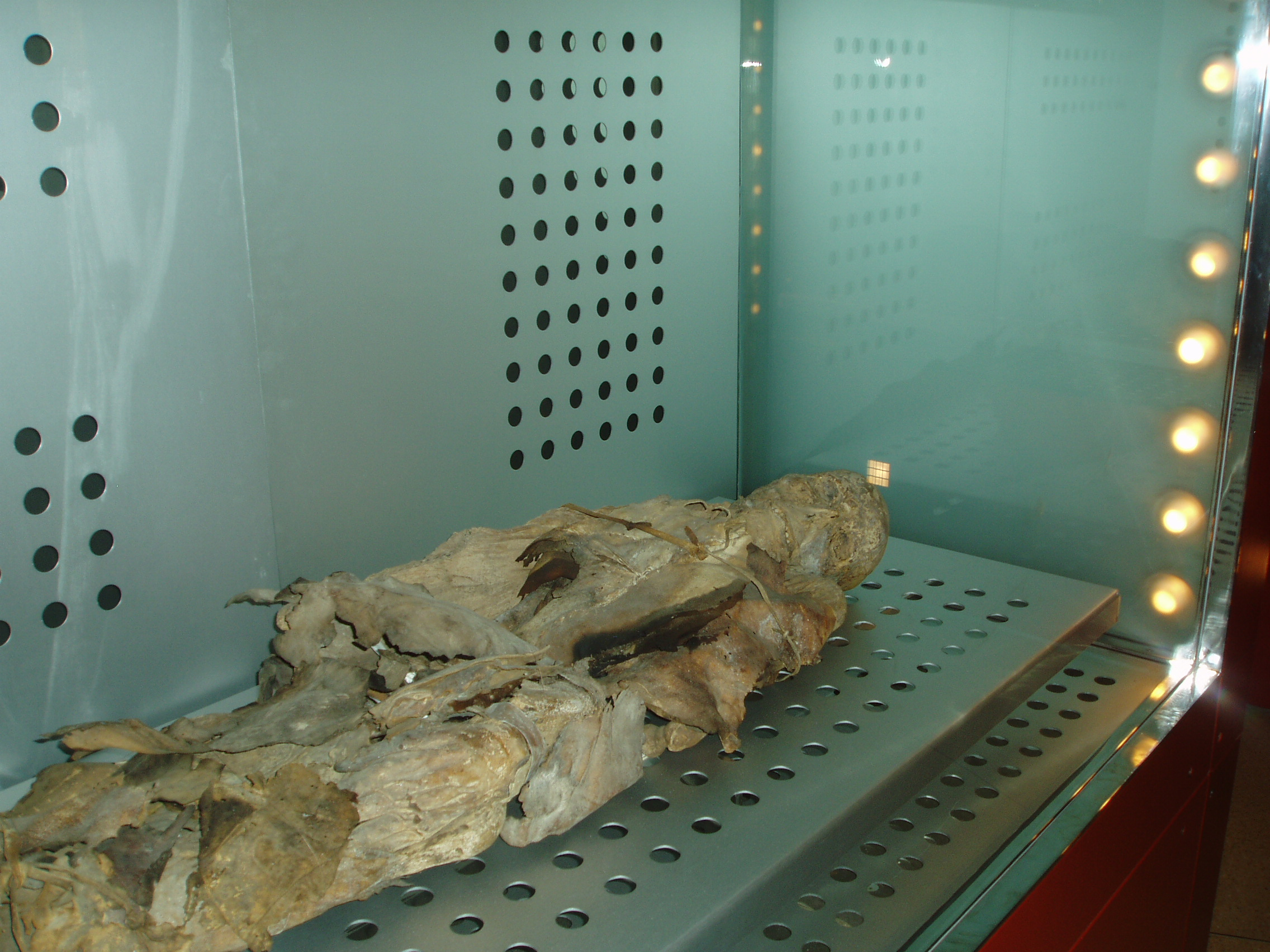
Mummia Guanche nel Museo de la Naturaleza y el Hombre di Tenerife

La mummificazione è un processo, naturale o artificiale, in cui un cadavere subisce una disidratazione massiccia così veloce che i tessuti rimangono come "fissati". Servono particolari condizioni esterne e interne per ottenere questo processo. Il corpo mummificato ha un colore brunastro, con la pelle di consistenza del cuoio o della pergamena, e che aderisce alle ossa. I tratti della persona si conservano abbastanza bene.

## Processo naturale
Le condizioni ambientali favorevoli alla mummificazione sono:
- clima caldo, secco e ventilato, che ostacola la putrefazione;
- inumazione in terreni asciutti capaci di assorbire i liquidi in grande quantità;
- presenza di certi tipi di muffe che disidratano il corpo.

Mummificazioni parziali si hanno in persone decedute in ambienti chiusi, riscaldati e ben ventilati, quando il corpo giace su materiali che assorbono acqua.
I fattori che favoriscono i processi di mummificazione naturale sono la denutrizione, l'età avanzata, grosse emorragie. In media, un processo di mummificazione dura 6/12 mesi, ma ci sono prove e casi di mummificazioni avvenute in 2/3 mesi, eccezionalmente in 2/3 settimane. Anche condizioni di freddo intenso possono portare ad una mummificazione come nel caso della mummia del Similaun.

## Processo artificiale

### Antico Egitto
Durante l'evolversi della storia umana presso varie culture si è fatto ricorso, in modo più o meno ampio, a tecniche di mummificazione. La civiltà più nota per le sue mummie è senza dubbio quella egizia.
Da fenomeno naturale la conservazione dei corpi divenne una vera arte la cui diffusione si estese da rituale riservato al sovrano ed alla sua famiglia e via via ai nobili ed ai ricchi in generale.
Gli imbalsamatori, che univano conoscenze di anatomia umana e chimica a rituali religiosi, dovevano agire con rapidità per evitare che il cadavere iniziasse a decomporsi a causa del clima caldo dell'Egitto. Questo lavoro era affidato a specialisti che lavoravano in laboratori appositamente attrezzati, in prossimità del Nilo o di uno dei suoi canali (per i diversi lavaggi che subiva il corpo durante le diverse fasi del lavoro).
Il completamento del processo di imbalsamazione richiedeva circa 70 giorni, circostanza che permetteva anche di completare la tomba del defunto. 
- Il primo passo del processo consisteva nella rimozione dal corpo degli organi interni, la cui presenza avrebbe potuto accelerare il processo di putrefazione. Il cervello veniva rimosso dalla scatola cranica grazie ad uncini metallici inseriti attraverso le narici. Polmoni, stomaco ed intestini venivano rimossi attraverso un'incisione sull'addome. L'unico organo che non veniva rimosso era il cuore che veniva considerato la sede dell'anima.
- Gli organi interni rimossi venivano conservati all'interno di speciali vasi, detti vasi canopi, chiamati così da Canopo, una città sul delta del Nilo, aventi le fattezze dei quattro figli di Horus. Questi vasi venivano deposti nella tomba durante i riti funebri e consegnati con il defunto alla nuova vita eterna. Secondo le scritture, il cuore veniva poi pesato su una bilancia da Anubi, confrontandolo con una piuma, simbolo di "leggerezza dell'anima", quindi di giustizia. Nel caso la piuma fosse stata più pesante del cuore, avrebbe garantito la vita eterna al possessore. In caso contrario, questi veniva dato in pasto all'essere ibrido Ammit detta la "Divoratrice". Essendo il cuore simbolo della vita, questo gesto rappresentava la morte eterna dell'individuo.
- In epoca tarda anche gli organi interni subirono il processo di mummificazione e di avvolgimento con bende di tela per poi essere reintrodotti nell'addome ma i vasi canopi, anche se ormai privi di utilità pratica, continuarono ad essere deposti nelle tombe.
- Dopo l'asportazione degli organi, si procedeva alla disidratazione del corpo, immergendolo per un periodo di circa 40 giorni in natron, un sale di sodio esistente in natura che si depositava nelle pozze di esondazione del Nilo dopo il loro prosciugamento.
- Il corpo svuotato dagli organi veniva poi lavato con vino di palma che grazie al suo elevato tasso di alcool impediva lo sviluppo dei batteri decompositori.
- Dopo questa operazione nell'addome venivano introdotte bende impregnate di natron, pezzi di lino e segatura. Il corpo veniva poi ricoperto con lo stesso sale e infine unto con appositi oli balsamici (resine di conifere ed altre piante, cere d'api, oli aromatizzati ecc.).
- Al termine di questa fase il cadavere si presentava completamente disidratato seppur ancora riconoscibile. L'incisione addominale veniva allora coperta con una placca metallica detta l'occhio di Horo.
- Al termine di queste operazioni il corpo veniva strettamente avvolto con strisce di tela di lino spesso impregnate di resina; questo passaggio era molto importante sia per una durata lunga, sia per una buona presentazione del corpo.
- Sulle bende di tela venivano riportate formule magiche aventi lo scopo di proteggere il corpo e tra i vari strati del bendaggio venivano inseriti vari amuleti legati alla vita, come l'Ankh, gli scarabei e il pilastro Djed.
- Alla mummificazione seguiva il funerale vero e proprio con la sistemazione del corpo nella tomba. Le cerimonie, e la tomba, variavano a seconda dello stato sociale del defunto, da semplici inumazioni nelle sabbie del deserto a sepolture in tombe riccamente decorate e dotate di preziosi corredi funebri.

Un esempio di tutto ciò è stato ritrovato nella sepoltura di Tutankhamon, un sovrano della XVIII dinastia, che ci è giunta praticamente intatta.

### Giappone e Cina
Alcuni uomini nel corso della storia dell'umanità hanno scelto di automummificarsi. La mummificazione del proprio corpo veniva infatti indotta da alcuni monaci buddhisti nel corso di un lungo rituale noto come sokushinbutsu. Questo rituale è stato probabilmente praticato sin dall'XI secolo e l'ultimo monaco che lo ha intrapreso è morto nel 1973. Nel corso dei secoli diverse centinaia di monaci hanno svolto questa pratica. Le mummie pervenute fino ad oggi sono però solamente ventiquattro ritrovate.

## La mummificazione e la medicina legale
Dal cadavere mummificato è possibile prendere le impronte digitali mediante tecniche che reidratano le parti molli delle dita. Per esempio, si possono immergere le dita in una soluzione di idrato di sodio fra il 3 e l'8%, a seconda del grado di essiccamento. Si lasciano in immersione per alcune ore – o alcuni giorni se necessario – poi si prendono le impronte su una superficie cosparsa di polvere d'alluminio o argento e si fotografa a luce radente.